# يوناس ماليدي
يوناس ماليدي (مواليد 14 نوفمبر 1999) هو لاعب كرة قدم إسرائيلي يلعب كمهاجم في نادي مكابي نتانيا.

## روابط خارجية
- يوناس ماليدي على موقع الاتحاد الأوربي (الإنجليزية)
- يوناس ماليدي على موقع قاعدة بيانات كرة القدم.إي يو (الإنجليزية)
- يوناس ماليدي على موقع ناشيونال فوتبول تيمز (الإنجليزية)
- يوناس ماليدي على موقع Soccerway.com (الإنجليزية)